# Mitsuo Alves
Mitsuo Alves Meia, más conocido como Mitsuo (São Paulo, Brasil, 13 de marzo de 1964), fue un futbolista brasileño, que jugaba como delantero y militó en diversos clubes de Brasil, Perú y Grecia.

## Trayectoria
Jugó como atacante, más precisamente como delantero, pero también pudo jugar en el mediocampo, específicamente en el ala izquierda. Tenía un cuerpo delgado y se destacó por su experiencia técnica y su oportunismo, al que se le agregó la inclinación a dribbling. A menudo jugaba partidos y tenía una precisión significativa en el tiro al tiro.

## Selección nacional
Participó con la selección nacional brasileña, en el Torneo de Fútbol de los Juegos Olímpicos de Los Ángeles 1984.

## Clubes
| Equipo               | País   | Año         |
| -------------------- | ------ | ----------- |
| Flamengo             | Brasil | 1982 - 1983 |
| Corinthians          | Brasil | 1983 - 1984 |
| Rio Preto            | Brasil | 1984 - 1985 |
| Sport Boys           | Perú   | 1986        |
| Hungaritos Agustinos | Perú   | 1987        |
| Aimoré               | Brasil | 1987 - 1988 |
| Náutico              | Brasil | 1988 - 1989 |
| Sao Paulo            | Brasil | 1990        |
| Athinaikos           | Grecia | 1991        |
| Coritiba             | Brasil | 1991 - 1992 |
| Grêmio Maringá       | Brasil | 1993        |

## Títulos

### Como jugador
| Título              | Club        | País   | Año  |
| ------------------- | ----------- | ------ | ---- |
| Serie A             | Flamengo    | Brasil | 1982 |
| Campeonato Paulista | Corinthians | Brasil | 1983 |